# Astraspis
Astraspis é um gênero de peixe que viveu durante o período Ordoviciano.

## História de pesquisa
Um espécime bem preservado de Astraspis foi examinado e mostra oito branquias e uma cauda completa, estruturas nunca descritas em nenhum vertebrado do Ordoviciano. Uma reconstrução de Astraspis mostra que ele era um Craniata primitivo e não um Heterostraci como previamente pensado. Segundo estudos, Astraspis era parecido com Arandaspis e Sacabambaspis.